# Batrachuperus londongensis
Espèce
Statut de conservation UICN

 EN B1ab(iii,v) : En danger
Batrachuperus londongensis est une espèce d'urodèles de la famille des Hynobiidae.

## Répartition
Cette espèce est endémique du Sichuan en Chine. Elle se rencontre dans la région du mont Emei de 1 300 à 1 800 m d'altitude.

## Étymologie
Son nom d'espèce, composé de londong et du suffixe latin -ensis, « qui vit dans, qui habite », lui a été donné en référence au lieu de sa découverte : la rivière Londong.

## Publication originale
- Liu, Hu, Tian & Wu, 1978 : Four new amphibian species from Sichuan and Guangxi. Materials for Herpetological Research, Chengdu, vol. 4, p. 18-19.